# Milovan Pančić
Milovan Pančić (Temska, kod Pirota, 1950) horski je dirigent.

## Školovanje
Posle završenog teoretskog odseka i odseka za mandolinu u srednjoj muzičkoj školi u Prizrenu, upisuje Fakultet muzičke umetnosti u Beogradu, gde je diplomirao na tri odseka: Odsek za etnomuzikologiju (negdašnji Odsek za folklor), Odsek za muzičku pedagogiju u klasi profesora Konstantina Babića i Odsek za dirigovanje u klasi profesora Živojina Zdravkovića, poznatog i kao dirigenta Beogradske filharmonije u vreme njenog "zlatnog doba". Dirigovanje je magistrirao u klasi profesora Darinke Matić-Marović. Usavršavao se pod nadzorom profesora Vojislava Ilića.

## Profesionalna karijera
Njegova karijera je obeležena dirigovanjem amaterskim mešovitim horovima „Ivo Lola Ribar“, „Abrašević“ i profesionalnim mešovitim horom Umetničkog ansambla Vojske Srbije „Stanislav Binički“ u kome je bio angažovan do njegovog gašenja 2008. godine.
Umetničku delatnost je započeo u horu OKUD „Ivo Lola Ribar“ 1971. godine kao asistent tadašnjeg dirigenta Ive Dražinića, a 1978. godine je postao dirigent ovog hora. U dva navrata, od 1988. do 1996. i od 2004. do 2010. godine dirigovao je mešovitim horom KUD „Abrašević“, ali se uvek vraćao u AKUD „Ivo Lola Ribar“, gde i danas diriguje. Kao dirigent ovih ansambala pripremio je i izvodio repertoar koji obuhvata dela svetovne i duhovne vokalne i vokalno-instrumentalne muzike domaćih i svetskih kompozitora, snimio je seriju kompakt diskova sa probranim delima, ostvario je brojne radio i TV zapise, a gostovao je u Evropi, SAD-u i Kanadi. Treba napomenuti više od 100 premijerno izvedenih kompozicija kako domaćih, tako i stranih kompozitora, a capella i vokalno-instrumentalnih dela. Njegov umetničko-izvođački opus obuhvata sve muzičke epohe obuhvaćene duhovnim, svetovnim, acapella i
vokalno-instrumentalnim delima domaćih i svetskih kompozitora (Mokranjac, Hristić, Božić, Rahmanjinov, Česnokov, Bortnjanski, Stravinski, Kedrov, Čajkovski, Arhangelski, Šiškin, Izerov, Betoven, Mocart, Verdi, Monteverdi, Liani, Faure i drugi). Za svoj rad je nagrađivan je brojnim priznanjima.
Od avgusta 2008. radi kao profesor u Srednjoj muzičkoj školi „Kosta Manojlović“ u Zemunu.
Bavi se aranžiranjem, komponovanjem, pedagoškim radom i majstorskim radionicama za usavršavanje iz dirigovanja (master class).

## Nagrade
Najznačajnije nagrade:
- Prva nagrada u kategoriji mešovith horova na Međunarodnom takmičenju u Varni 1987. (Bugarska)
- Specijalno priznanje u kategoriji mešovitih horova na Međunarodnom takmičenju u Debrecinu 1990. (Mađarska)
- Prva nagrada u kategoriji mešovitih horova (vizantijska muzika) na međunarodnom takmičenju u Kardici 1989. (Grčka)
- Prva nagrada na takmičenju beogradskih amaterskih mešovitih horova 1980, 1982, 1984, 1988. i 1990.
- Pohvala za postignute rezultate u izvršavanju postavljenih zadataka, primerno zalaganje, umešnost u radu na funkcionalnoj dužnosti i doprinos razvoju muzičke kulture u JNA 1981, 1982, 1988.
- Prva nagrada na takmičenju mešovitih horova u Leskovcu 1989.
- Prva nagrada na takmičenju mešovitih horova u Valjevu 1991.
- Niš, Horske svečanosti 1990. godine Nagrada i priznanje za najbolje izvedeno premijerno domaće delo na Jugoslovenskim horskim svečanostima; 2010.godine Nagrada za snažan umetnički izraz u tumačenju kompozicije S. Božića „Dostojno“ - Festival pravoslavne muzike u okviru XXIII Internacionalnih horskih svečanosti u Nišu i Nagrada za doslednost u negovanju stvarnih vrednosti horskog pevanja - XXIII Internacionalne horske svečanosti;
- Zlatna plaketa tridesetih Mokranjčevih dana 1995.
- Oktobarska nagrade grada Beograda za najvrednije dostignuće u oblasti muzičkog stvaralaštva 1996.
- Nagrada Vojislav Ilić 2004. za istraživački rad i izvođenje starih neizvođenih partitura duhovne muzike i 2006. godine za autentično izvođenje duhovne muzike
- Zlatna značka Kulturno-prosvetne zajednice Srbije za nesebičan, predan i dugotrajan rad i stvaralački doprinos u širenju kulture (2006)
- „Zlatna vila“ u Prijedoru: 2007. Nagrada za najbolji hor po oceni žirija i Nagrada publike na međunarodnom takmičenju horova (sa Mešovitim horom KUD Abrašević Beograd): 2008. Posebno priznanje za najbolje izvedenu kompoziciju iz oblasti duhovne muzike: 2011. Nagrada publike, Posebno priznanje za najbolje izvedeno delo duhovne muzike i Posebno priznanje za inovaciju i virtuoznost u interpretaciji muzičkog dela (sa Mešovitim horom AKUD Ivo Lola Ribar Beograd); 2014. Nagrada publike, Posebno priznanje za najbolje izvedeno delo srpskog kompozitora
- Laureat na Republičkom takmičenju učenika srednjih muzičkih i baletskih škola Srbije 2010 i 2012. godine sa mesovitim horom i prvo mesto na Republičkom takmičenju 2012. sa mešovitim horom niže muzičke skole (Muzička škola „Kosta Manojlović“ Zemun).
- Laureat Natpevavanja horova jubilarnih 45. Mokranjčevih dana u Negotinu 2010. godine - 99 od mogućih 100 bodova (mešoviti hor AKUD Ivo Lola Ribar).
- Vukova nagrada za 2010. godinu
- XII horske Majske muzičke svečanosti, Bijeljina 2013 - Zlatna medalja i Gran Prix festivala u kategoriji mešovitih horova (100 osvojenih bodova od 100), Nagrada publike
- prva mesta na 45. i 46. Festivalu dečjih horova Srbije 2013. i 2014. u Šapcu sa horom osnovne muzičke skole (Muzička škola „Kosta Manojlović“ Zemun).
- GODIŠNJA NAGRADA ZAJEDNICE MUZIČKIH I BALETSKIH ŠKOLA SRBIJE za višegodišnje svestrano delovanje u obrazovanju mladih talenata i za svu nesebičnu ljubav, požrtvovanje, prijateljstvo i znanje uloženo u odrastanje generacija umetnika, februar 2014.
- „ZLATNI BEOČUG” za 2014. godinu koju dodeljuje Kulturno-prosvetna zajednica Beograda najistaknutijim pojedincima i ustanovama koji su dali trajan doprinos kulturi srpske prestonice, april 2015. godine

## Spoljašnje veze
- „Koncert pobednika natpevavanja 45. Mokranjčevih dana“[мртва веза] na sajtu O Negotinu.rs
- „Drugo veče Mokranjčevih dana donelo je...“ na sajtu
- „U Prijedoru održan 7. međunarodni festival horova Zlatna vila“ na nezavisne.com
- „Dodeljene Vukove nagrade KPZ Srbije“ na Politika.rs
- „Na veliki datum malo šta podseća“ (blic.)
- „Lola, pobednik natpevavanja“ (blic.)
- https://web.archive.org/web/20120501054759/http://www.zmbss.org/sr/index.php
- Икономова, Вера: Живојин Здравковић и златна епоха Београдске филхармоније, Клио, Југоконцерт, Београд, 1999.
- https://web.archive.org/web/20120419011406/http://www.kudlola.org.rs/sr_ci/pages/naslovna.php?lang=EN
- http://portalms.galilej.com/vesti.php?id=398 Архивирано на веб-сајту  (5. март 2016)
- http://www.glassrpske.com/kultura/vijesti/Bijeljina-Pobjednik-hor-Lola-iz-Beograda/118548.html Архивирано на веб-сајту  (4. март 2016)

- https://web.archive.org/web/20130703081549/http://www.kostaman.rs/index.php
- https://web.archive.org/web/20140227005331/http://www.zmbss.org/srl/novosti.php?id=61
- http://www.nezavisne.com/umjetnost-zabava/muzika/Kopranima-Zlatna-vila-Beogradjanima-nagrada-publike-244148.html
- http://www.kostaman.rs/upload/FestDecHorovaSabac2014.pdf%5B%5D
- http://www.blic.rs/Kultura/Vesti/550927/Urucene-nagrade-Zlatni-beocug